# Lijst van voetbalinterlands Bahrein - Zimbabwe
Deze lijst van voetbalinterlands is een overzicht van alle officiële voetbalwedstrijden tussen de nationale teams van Bahrein en Zimbabwe. De landen hebben tot op heden een keer tegen elkaar gespeeld. Dat was een vriendschappelijke wedstrijd op 23 maart 2009 in Manama.

## Wedstrijden
| № | Plaats | Datum         | Competitie        | Wedstrijd          | Uitslag |
| - | ------ | ------------- | ----------------- | ------------------ | ------- |
| 1 | Manama | 23 maart 2009 | Vriendschappelijk | Bahrein − Zimbabwe | 5 − 2   |

## Samenvatting
| Competitie        | Totaal gespeeld | Winst Bahrein | Gelijk | Winst Zimbabwe | Doelsaldo Bahrein – Zimbabwe |
| ----------------- | --------------- | ------------- | ------ | -------------- | ---------------------------- |
| Vriendschappelijk | 1               | 1             | 0      | 0              | 5 − 2                        |
| Totaal            | 1               | 1             | 0      | 0              | 5 − 2                        |

Wedstrijden bepaald door strafschoppen worden, in lijn met de FIFA, als een gelijkspel gerekend.
BFA · A-internationals · Bondscoaches · Statistieken · Bahreins vrouwenelftal · Bahrein U21 · Bahrein U20 · Bahrein U19 · Bahrein U18 · Bahrein U17
1966 – 1979 · 
1980 – 1989 · 
1990 – 1999 · 
2000 – 2009 · 
2010 – 2019 ·
2020 − 2029
Asian Cup 2004 · 
Asian Cup 2007 · 
Asian Cup 2011
1966 · 
1967 · 1968 · 1969 · 
1970 · 
1971 · 
1972 · 
1973 · 
1974 · 
1975 · 
1976 · 
1977 · 
1978 · 
1979 · 
1980 · 
1981 · 
1982 · 
1983 · 
1984 · 
1985 · 
1986 · 
1987 · 
1988 · 
1989 · 
1990 · 
1991 · 
1992 · 
1993 · 
1994 · 
1995 · 
1996 · 
1997 · 
1998 · 
1999 · 
2000 · 
2001 · 
2002 · 
2003 · 
2004 · 
2005 · 
2006 · 
2007 · 
2008 · 
2009 · 
2010 · 
2011 · 
2012 ·
2013 ·
2014 ·
2015 ·
2016 ·
2017 ·
2018 ·
2019 ·
2020 ·
2021 ·
2022 ·
2023 ·
2024
Albanië ·
Algerije ·
Angola ·
Australië ·
Azerbeidzjan ·
Bangladesh ·
Bosnië en Herzegovina ·
Bukina Faso ·
Burundi ·
Cambodja ·
Canada ·
China ·
Colombia ·
Congo-Kinshasa ·
Curaçao ·
Egypte ·
Filipijnen ·
Finland ·
Guinee ·
Haïti ·
Hongkong ·
IJsland ·
India ·
Indonesië ·
Irak ·
Iran ·
Japan ·
Jemen ·
Jordanië ·
Kaapverdië ·
Kazachstan ·
Kenia ·
Kirgizië ·
Koeweit ·
Letland ·
Libanon ·
Libië ·
Malediven ·
Maleisië ·
Marokko ·
Mauritanië ·
Myanmar ·
Nepal ·
Nieuw-Zeeland ·
Noord-Korea ·
Noord-Macedonië ·
Noorwegen ·
Oeganda ·
Oekraïne ·
Oezbekistan ·
Oman ·
Pakistan ·
Palestina ·
Panama ·
Paraguay ·
Qatar ·
Saoedi-Arabië ·
Servië ·
Singapore ·
Soedan ·
Sri Lanka ·
Syrië ·
Tadzjikistan ·
Taiwan ·
Thailand ·
Togo ·
Trinidad en Tobago ·
Tsjaad ·
Tunesië ·
Turkmenistan ·
Verenigde Arabische Emiraten ·
Vietnam ·
Wit-Rusland ·
Zimbabwe ·
Zuid-Jemen ·
Zuid-Korea ·
Zweden
ZFA ·
Bondscoaches ·
Selecties · 
Topscorers · 
Zimbabwaans vrouwenelftal
1980 – 1989 · 
1990 – 1999 · 
2000 – 2009 · 
2010 – 2019 ·
2020 − 2029
1980 · 
1981 · 
1982 · 
1983 · 
1984 · 
1985 · 
1986 · 
1987 · 
1988 · 
1989 · 
1990 · 
1991 · 
1992 · 
1993 · 
1994 · 
1995 · 
1996 · 
1997 · 
1998 · 
1999 · 
2000 · 
2001 · 
2002 · 
2003 · 
2004 · 
2005 · 
2006 · 
2007 · 
2008 · 
2009 · 
2010 · 
2011 · 
2012 · 
2013 · 
2014 ·
2015 ·
2016 ·
2017 ·
2018 · 
2019 ·
2020 ·
2021 ·
2022 ·
2023
Algerije ·
Angola ·
Australië ·
Bahrein ·
Benin ·
Bosnië en Herzegovina · 
Botswana ·
Brazilië · 
Burkina Faso ·
Burundi ·
Centraal-Afrikaanse Republiek ·
China ·
Comoren ·
Congo-Brazzaville ·
Congo-Kinshasa ·
Djibouti ·
Egypte ·
Eritrea ·
Ethiopië ·
Gabon ·
Ghana ·
Guinee ·
Indonesië ·
Ivoorkust ·
Jordanië ·
Kaapverdië ·
Kameroen ·
Kenia ·
Koeweit ·
Lesotho ·
Liberia ·
Libië ·
Madagaskar ·
Malawi ·
Mali ·
Marokko ·
Mauritanië ·
Mauritius ·
Mozambique ·
Namibië ·
Nigeria ·
Oeganda ·
Oman ·
Rwanda ·
Qatar ·
Saoedi-Arabië ·
Senegal ·
Seychellen ·
Soedan ·
Somalië ·
Swaziland ·
Tanzania ·
Togo ·
Tunesië ·
Vietnam ·
Zaïre ·
Zambia ·
Zuid-Afrika · 
Zwitserland